# Mistrzostwa Arabskie w Zapasach w 1979
Mistrzostwa rozegrano pomiędzy 5 i 8 maja 1979 roku w Bizercie w Tunezji

## Tabela medalowa
Gospodarz zawodów został zaznaczony kolorem.
|   | Państwo  |    |    |    | Razem: |
| - | -------- | -- | -- | -- | ------ |
| 1 | Irak     | 10 | 6  | 1  | 17     |
| 2 | Tunezja  | 3  | 5  | 6  | 14     |
| 3 | Algieria | 3  | 5  | 3  | 11     |
| 4 | Maroko   | 2  | 2  | 1  | 5      |
| 5 | Libia    | 1  | 1  | 8  | 10     |
|   | razem:   | 19 | 19 | 19 | 57     |

## Wyniki mężczyźni

### styl klasyczny
| Waga   | Złoto:              | Srebro:             | Brąz:           |
| 48 kg  | M'Chaffa            | Mansour Douissi     | Naumen          |
| 52 kg  | Labnane             | Chaffai             | Salem Blel      |
| 57 kg  | Ali Laszkar         | Slaoui              | Habib Lakhal    |
| 62 kg  | Khalifa Ben Naceur  | Khaled              | Mokhar Fatouaki |
| 68 kg  | Moulak              | Ali                 | Jarrari         |
| 74 kg  | Abdelmajid Boufatit | Farhan              | Ladgam          |
| 82 kg  | Mehdi               | Jalloul             | Maghrebi        |
| 90 kg  | Jabeur Dridi        | Khalif              | Lagha           |
| 100 kg | Ahmed Hamida        | Khalifa Ben Nasseur | Safaa Ali Nema  |
| 130 kg | Ali Gharbi          | Farhan Mohammed     | Abdou           |

### styl wolny
| Waga   | Złoto:              | Srebro:          | Brąz:           |
| 48 kg  | Hazim Abdul Ridha   | Maddar           | Moamar          |
| 52 kg  | Lebnane Jouda       | Ben Smail        | Ali Dridi       |
| 57 kg  | Karim Salman Muhsin | Guechari         | Chedly Nefzaoui |
| 62 kg  | Abdou Jamal         | Gassoum          | Ahmed Gharbi    |
| 68 kg  | Mohammed Jabouri    | Allelli          | Chelabi         |
| 74 kg  | Felfel              | Med Naouar       | Gassoum         |
| 90 kg  | Safaa Ali Nema      | Abdallah R’Houma | Nouri           |
| 100 kg | Nesr                | Habib Cheikh     | Lagha           |
| 130 kg | Ali Gharbi          | Farhan Mohammed  | Abdou           |